# Mattia Viti
Mattia Viti (Borgo San Lorenzo, 24 de enero de 2002) es un futbolista italiano que juega en la demarcación de defensa en la ACF Fiorentina de la Serie A.

## Biografía
Tras formarse como futbolista en las categorías inferiores del Empoli F. C., finalmente el 30 de septiembre de 2020 debutó con el primer equipo en la Copa Italia contra el AC Renate. Su debut en la Serie A se produjo la temporada siguiente, el 22 de septiembre de 2021 contra el Cagliari Calcio, con un resultado de 0-2 a favor del conjunto empolés.
Después de disputar 22 partidos durante la temporada 2021-22, el 3 de agosto de 2022 fue fichado por el O. G. C. Niza. Tras un año en este equipo, las siguientes tres campañas fue cedido a la U. S. Sassuolo Calcio, al Empoli F. C. y a la ACF Fiorentina.

## Clubes
Actualizado al último partido disputado en mayo de 2025.
| Club                           | País    | Año       | Partidos | Goles |
| ------------------------------ | ------- | --------- | -------- | ----- |
| Empoli F. C.                   | Italia  | 2020-2022 | 27       | 0     |
| O. G. C. Niza                  | Francia | 2022-2023 | 12       | 1     |
| U. S. Sassuolo Calcio (cedido) | Italia  | 2023-2024 | 18       | 1     |
| Empoli F. C. (cedido)          | Italia  | 2024-2025 | 33       | 1     |
| ACF Fiorentina (cedido)        | Italia  | 2025-     |          |       |